# 逆行而上 (燕峰作曲)
《逆行而上》是一首歌曲，發佈於2020年2月。歌曲由王占營作詞、燕峰作曲並演唱。歌曲致敬COVID-19疫情期间在一線的工作人員。